# Aeroportul Sioux Lookout
Aeroportul Sioux Lookout (IATA: YXL, ICAO: CYXL) este un aeroport din Ontario, Canada ce deservește zona Sioux Lookout⁠(d). Aeroportul a fost tranzitat în 2021 de 56.158 de pasageri. A fost deschis în 1933 și numit după zona deservită.
Situat la o altitudine de 383 m, aeroportul dispune de 1 pistă.

## Infrastructură

### Piste
Aeroportul dispune de o singură pistă. Pista 16/34 are suprafața de asfalt și dimensiunile 1.615 m × 30 m. 